# Bullet (film 2014)
Bullet è un film del 2014, diretto da Nick Lyon.

## Trama
Frank "Bullet" Marasco è un poliziotto sotto copertura a Los Angeles che combatte contro i criminali di strada. Egli non ha mai paura del nemico e un giorno si trova a scontrarsi con alcuni narcotrafficanti, i Kane (padre Jonathan Banks  e figlio Eric Etebari). Questi ultimi rapiscono la figlia del governatore, ma anche il nipotino di Bullet; trovandosi in queste condizioni, decide di farsi giustizia da solo.